# Baranagar
Baranagar o Baranagore (en bengalí, বরানগর ) es una ciudad de la India, en el distrito de 24 Parganas norte, en la aglomeración urbana de Calcuta, dentro del estado de Bengala Occidental.
Es la sede del Instituto de Estadística de la India, una institución de importancia nacional dedicada a la investigación, la enseñanza y la aplicación de la estadística, las ciencias naturales y las ciencias sociales. La escuela secundaria Baranagore Ramakrishna Mission Ashrama es una de las instituciones más antiguas y famosas de Baranagar y del distrito de 24 Parganas norte.
Baranagar es también un importante centro industrial para la fabricación de maquinaria agrícola e industrial, productos químicos, aceite de ricino y cerillas. Además, alberga numerosas empresas procesadoras de algodón, empresas de impresión offset y digital y editoriales de libros.

## Geografía
Se encuentra a una altitud de 8 m s. n. m. a 10 km de la capital estatal, Calcuta, en la zona horaria UTC +5:30.

## Etimología
El topónimo Baranagar deriva del término bengalí Barahanagore (en bengalí, বরাহনগর), que significa "Ciudad de los Cerdos". (বরাহ se traduce como cerdo, y নগর, como ciudad). Sir Streynsham Master, que visitó la zona en 1676, habló de la fábrica donde se sacrificaban los cerdos y se salaban unos 3.000 al año para la exportación.

## Demografía
Según estimación 2010 contaba con una población de 270.219 habitantes.Se trata de la quinta ciudad más densamente poblada del mundo.
El índice de alfabetización es del 91,41% entre la población mayor de 6 años, pero hay ligeras diferencias en función del sexo: entre los hombres alfabetizados es del 93,69%, mientras que entre las mujeres se queda en el 89%.

## Historia
Los colonos portugueses establecieron aquí por primera vez una factoría comercial, que existió hasta 1862. Los colonos holandeses también establecieron su "kuthi" u oficina para hacer negocios, al menos desde el s. XVII. La supremacía holandesa terminó con la llegada de los británicos en Bengala. EM. Colvin Cow II Co. fue el pionero del Baranagar industrial. Primero se creó un ingenio azucarero cerca de Alambazar y, posteriormente, George Henderson fundó Borneo Yute Factory en ese sitio. En 1859, la fábrica pasó a llamarse Fábrica de Yute Baranagar y todavía existe. La fábrica de yute de Baranagar fue la primera fábrica de yute mecánica en la India.
Durante la Primera y la Segunda Guerra Mundial, se establecieron muchas fábricas de ingeniería en Baranagar y la ciudad pasó a ser conocida como centro industrial. Para brindar servicios cívicos, se formó el Municipio Suburbano del Norte en 1869. En 1881, el Municipio Suburbano del Norte se dividió en dos partes, 1) el municipio de Cossipore-Chitpur (más tarde fusionado con el área municipal de Kolkata) y 2) el municipio de Baranagar. El primero de agosto de 1899, se formó el municipio de Kamarhati, separando a Kamarhati y Ariadaha Mouzas de Baranagar. En 1949, Dakshineswar Mouza se separó de Baranagar y se fusionó con el municipio de Kamarhati.